# Wikariat Lizbona I
Wikariat Lizbona I − jeden z 17 wikariatów Patriarchatu Lizbony, składający się z 24 parafii:
- Parafia Matki Bożej Anielskiej w Lizbonie
- Parafia Świętego Krzyża w Lizbonie
- Parafia Najświętszego Serca Jezusowego w Lizbonie
- Parafia Matki Bożej Wcielenia w Lizbonie
- Parafia św. Andrzeja i św. Marinhy w Lizbonie
- Parafia św. Marii Magdaleny w Lizbonie
- Parafia Matki Bożej Męczenników w Lizbonie
- Parafia Matki Bożej Miłosierdzia w Lizbonie
- Parafia Matki Bożej Litościwej w Lizbonie
- Parafia Najświętszego Sakramentu w Lizbonie
- Parafia św. Katarzyny w Lizbonie
- Parafia św. Engrácii w Santa Lizbonie
- Parafia św. Justyna i św. Rufusa w Lizbonie
- Parafia św. Jakuba i św. Marcina w Lizbonie
- Parafia św. Stefana w Lizbonie
- Parafia św. Krzysztofa i św. Wawrzyńca w Lizbonie
- Parafia św. Franciszka z Asyżu w Lizbonie
- Parafia św. Józefa w Lizbonie
- Parafia św. Michała w Lizbonie
- Parafia św. Mikołaja w Lizbonie
- Parafia św. Pawła w Lizbonie
- Parafia św. Wincentego i św. Tomasza z Salvadoru w Lizbonie
- Parafia Matki Bożej Większej w Lizbonie
- Parafia Matki Bożej Nieustającej Pomocy w Lizbonie